# Lerista onsloviana
Lerista onsloviana är en ödleart som beskrevs av  Storr 1984. Lerista onsloviana ingår i släktet Lerista och familjen skinkar. IUCN kategoriserar arten globalt som livskraftig. Inga underarter finns listade i Catalogue of Life.